# Lista zborurilor spațiale cu echipaj uman 1971-1980
Vezi și Lista zborurilor spațiale cu echipaj uman.
Aceasta este o listă detaliată a zborurilor spațiale cu echipaj uman din 1971 până în 1980.
- Roșu indică accidente mortale.
- Galben indică zboruri suborbitale.
- Gri indică zboruri spre Lună.

| Continuată de la Lista zborurilor spațiale cu echipaj uman 1961-1970 |                                                         |                                                         |                                                         |                                                         | |
| Echipaj                                                              | Lansare                                                 | Program                                                 | Program                                                 | Aterizare                                               | Sumar misiune |
| Lansări 1971                                                         |                                                         |                                                         |                                                         |                                                         | |
| Alan Shepard Stuart Roosa Edgar Mitchell                             | 31 ianuarie 1971 Apollo 14                              | 31 ianuarie 1971 Apollo 14                              | 9 februarie 1971 Apollo 14                              | 9 februarie 1971 Apollo 14                              | A treia aselenizare. Shepard devine primul astronaut din seria Mercury care pășește pe Lună; lovește două mingi de golf pe suprafața lunară. |
| Vladimir Shatalov Aleksei Yeliseyev Nikolai Rukavishnikov            | 23 aprilie 1971 Soyuz 10                                | 23 aprilie 1971 Soyuz 10                                | 25 aprilie 1971 Soyuz 10                                | 25 aprilie 1971 Soyuz 10                                | Încercare nereușită de cuplare cu stația spațială Salyut 1. |
| Georgi Dobrovolski Viktor Patsayev Vladislav Volkov                  | 6 iunie 1971 Soyuz 11                                   | Salyut 1                                                | Salyut 1                                                | 29 iunie 1971 Soyuz 11                                  | Cuplare cu succes cu prima stație spațială, Salyut 1. Toți cei trei membri ai echipajului au murit la aterizare în urma unei depresurizări. |
| David Scott Alfred Worden James Irwin                                | 26 iulie 1971 Apollo 15                                 | 26 iulie 1971 Apollo 15                                 | 7 august 1971 Apollo 15                                 | 7 august 1971 Apollo 15                                 | A patra aselenizare. Primul vehicul lunar, Lunar Rover. |
| Lansări 1972                                                         |                                                         |                                                         |                                                         |                                                         | |
| John W. Young Ken Mattingly Charles Duke                             | 16 aprilie 1972 Apollo 16                               | 16 aprilie 1972 Apollo 16                               | 27 aprilie 1972 Apollo 16                               | 27 aprilie 1972 Apollo 16                               | A cincea aselenizare. |
| Gene Cernan Ron Evans Harrison Schmitt                               | 7 decembrie 1972 Apollo 17                              | 7 decembrie 1972 Apollo 17                              | 19 decembrie 1972 Apollo 17                             | 19 decembrie 1972 Apollo 17                             | A șasea și ultima aselenizare. |
| Lansări 1973                                                         |                                                         |                                                         |                                                         |                                                         | |
| Pete Conrad Paul Weitz Joseph Kerwin                                 | 25 mai 1973 Skylab 2                                    | Skylab                                                  | Skylab                                                  | 22 iunie 1973 Skylab 2                                  | Prima misiune cu echipaj uman a stației spațiale Skylab. Misiune cu durata de aproape o lună. |
| Alan Bean Jack Lousma Owen Garriott                                  | 28 iulie 1973 Skylab 3                                  | Skylab                                                  | Skylab                                                  | 25 septembrie 1973 Skylab 3                             | Misiune cu o durată de aproape doup luni. S-au efectuat diverse experimente stiințifice. |
| Vasili Lazarev Oleg Makarov                                          | 27 septembrie 1973 Soyuz 12                             | 27 septembrie 1973 Soyuz 12                             | 29 septembrie 1973 Soyuz 12                             | 29 septembrie 1973 Soyuz 12                             | Zbor de test pentru îmbunătățirile aduse navei Soyuz în urma dezastrului misiunii Soyuz 11. |
| Gerald Carr William Pogue Edward Gibson                              | 16 noiembrie 1973 Skylab 4                              | Skylab                                                  | Skylab                                                  | 8 februarie 1974 Skylab 4                               | Misiune cu durata de aproape trei luni. S-au efectuat diverse experimente stiințifice. |
| Valentin Lebedev Pyotr Klimuk                                        | 18 decembrie 1973 Soyuz 13                              | 18 decembrie 1973 Soyuz 13                              | 26 decembrie 1973 Soyuz 13                              | 26 decembrie 1973 Soyuz 13                              | Al doilea test al capsulei Soyuz modificate. Observații astrofizice. |
| Lansări 1974                                                         |                                                         |                                                         |                                                         |                                                         | |
| Yuri Artyukhin Pavel Popovich                                        | 3 iulie 1974 Soyuz 14                                   | Salyut 3                                                | Salyut 3                                                | 19 iulie 1974 Soyuz 14                                  | Misiune militară; s-au evaluat posibilele aplicații militare ale zborurilor cu echipaj uman. |
| Lev Demin Gennadi Sarafanov                                          | 26 august 1974 Soyuz 15                                 | 26 august 1974 Soyuz 15                                 | 28 august 1974 Soyuz 15                                 | 28 august 1974 Soyuz 15                                 | Încercare nereușită de cuplare la stația spațială Salyut 3. |
| Anatoli Filipchenko Nikolai Rukavishnikov                            | 2 decembrie 1974 Soyuz 16                               | 2 decembrie 1974 Soyuz 16                               | 8 decembrie 1974 Soyuz 16                               | 8 decembrie 1974 Soyuz 16                               | Verificarea sistemelor în vederea viitorului zbor comun sovieto-american. |
| Lansări 1975                                                         |                                                         |                                                         |                                                         |                                                         | |
| Georgi Grechko Aleksei Gubarev                                       | 11 ianuarie 1975 Soyuz 17                               | Salyut 4                                                | Salyut 4                                                | 10 februarie 1975 Soyuz 17                              | Observații astronomice. |
| Vasili Lazarev Oleg Makarov                                          | 5 aprilie 1975 Soyuz 18a                                | 5 aprilie 1975 Soyuz 18a                                | 5 aprilie 1975 Soyuz 18a                                | 5 aprilie 1975 Soyuz 18a                                | Nu s-a înscris pe orbită din cauza unei defecțiuni. |
| Pyotr Klimuk Vitali Sevastyanov                                      | 24 mai 1975 Soyuz 18                                    | Salyut 4                                                | Salyut 4                                                | 26 iulie 1975 Soyuz 18                                  | Cercetarea asupra zborurilor spațiale umane îndelungate. |
| Alexei Leonov Valery Kubasov                                         | 15 iulie 1975 Soyuz 19                                  | 15 iulie 1975 Soyuz 19                                  | 21 iulie 1975 Soyuz 19                                  | 21 iulie 1975 Soyuz 19                                  | Apollo-Soyuz Test Project (ASTP); primul zbor comun sovieto-american. Cele două nave spațiale se cuplează pe orbită, astronauții fac schimb de drapele și daruri. Ultima misiune americană cu echipaj uman înainte de primul zbor al navetei Columbia în 1981. |
| Tom Stafford Vance Brand Deke Slayton                                | 15 iulie 1975 Apollo-Soyuz (unofficial name: Apollo 18) | 15 iulie 1975 Apollo-Soyuz (unofficial name: Apollo 18) | 24 iulie 1975 Apollo-Soyuz (unofficial name: Apollo 18) | 24 iulie 1975 Apollo-Soyuz (unofficial name: Apollo 18) | Apollo-Soyuz Test Project (ASTP); primul zbor comun sovieto-american. Cele două nave spațiale se cuplează pe orbită, astronauții fac schimb de drapele și daruri. Ultima misiune americană cu echipaj uman înainte de primul zbor al navetei Columbia în 1981. |
| Lansări 1976                                                         |                                                         |                                                         |                                                         |                                                         | |
| Boris Volynov Vitali Zholobov                                        | 6 iunie 1976 Soyuz 21                                   | Salyut 5                                                | Salyut 5                                                | 24 august 1976 Soyuz 21                                 | Evaluarea capacităților de supraveghere militară a stației Salyut 5. |
| Valery Bykovsky Vladimir Aksyonov                                    | 9 septembrie 1976 Soyuz 22                              | 9 septembrie 1976 Soyuz 22                              | 23 septembrie 1976 Soyuz 22                             | 23 septembrie 1976 Soyuz 22                             | Fotografii ale Terrei. |
| Vyacheslav Zudov Valeri Rozhdestvenski                               | 14 octombrie 1976 Soyuz 23                              | 14 octombrie 1976 Soyuz 23                              | 16 octombrie 1976 Soyuz 23                              | 16 octombrie 1976 Soyuz 23                              | Încercare nereușită de cuplare cu stația spațială Salyut 5. |
| Lansări 1977                                                         |                                                         |                                                         |                                                         |                                                         | |
| Viktor Gorbatko Yuri Glazkov                                         | 7 februarie 1977 Soyuz 24                               | Salyut 5                                                | Salyut 5                                                | 25 februarie 1977 Soyuz 24                              | Cercatări asupra calității aerului la bordul stației Salyut 5. |
| Vladimir Kovalyonok Valeri Ryumin                                    | 9 octombrie 1977 Soyuz 25                               | 9 octombrie 1977 Soyuz 25                               | 11 octombrie 1977 Soyuz 25                              | 11 octombrie 1977 Soyuz 25                              | Încercare nereușită de cuplare cu stația spațială Salyut 6. |
| Georgi Grechko Yuri Romanenko                                        | 10 decembrie 1977 Soyuz 26                              | Salyut 6                                                | Salyut 6                                                | 16 martie 1978 Soyuz 27                                 | Prima cuplare cu succes la Salyut 6. |
| Lansări 1978                                                         |                                                         |                                                         |                                                         |                                                         | |
| Vladimir A. Dzhanibekov Oleg Makarov                                 | 10 ianuarie 1978 Soyuz 27                               | Salyut 6                                                | Salyut 6                                                | 16 ianuarie 1978 Soyuz 26                               | |
| Aleksey A. Gubarev Vladimír Remek                                    | 2 martie 1978 Soyuz 28                                  | Salyut 6                                                | Salyut 6                                                | 10 martie 1978 Soyuz 28                                 | Primul cosmonaut ceh, și primul călător în spațiu de altă naționalitate decât american sau sovietic (Remek). |
| Vladimir V. Kovalenok Alexander S. Ivanchenkov                       | 15 iunie 1978 Soyuz 29                                  | Salyut 6                                                | Salyut 6                                                | 2 noiembrie 1978 Soyuz 31                               | Schimbarea echipajului Salyut 6. |
| Pyotr I. Klimuk Mirosław Hermaszewski                                | 27 iunie 1978 Soyuz 30                                  | Salyut 6                                                | Salyut 6                                                | 5 iulie 1978 Soyuz 30                                   | Experimente biologice, observații asupra Pământului și studii asupra aurorelor boreale. Primul polonez în spațiu (Hermaszewski). |
| Valeri F. Bykovsky Sigmund Jähn                                      | 26 august 1978 Soyuz 31                                 | Salyut 6                                                | Salyut 6                                                | 3 septembrie 1978 Soyuz 29                              | Primul est-german în spațiu (Jähn). |
| Lansări 1979                                                         |                                                         |                                                         |                                                         |                                                         | |
| Vladmir A. Lyakhov Valeri V. Ryumin                                  | 25 februarie 1979 Soyuz 32                              | Salyut 6                                                | Salyut 6                                                | 19 august 1979 Soyuz 34                                 | Schimbarea echipajului Salyut 6. |
| Nikolai N. Rukavishnikov Georgi Ivanov                               | 10 aprilie 1979 Soyuz 33                                | 10 aprilie 1979 Soyuz 33                                | 12 aprilie 1979 Soyuz 33                                | 12 aprilie 1979 Soyuz 33                                | Încercare nereușită de cuplare la stația spațială Salyut 6. Primul bulgar în spațiu (Ivanov). |
| Lansări 1980                                                         |                                                         |                                                         |                                                         |                                                         | |
| Leonid I. Popov Valeri V. Ryumin                                     | 9 aprilie 1980 Soyuz 35                                 | Salyut 6                                                | Salyut 6                                                | 11 octombrie 1980 Soyuz 37                              | Schimbarea echipajului Salyut 6 |
| Valeri N. Kubasov Bertalan Farkas                                    | 26 May 1980 Soyuz 36                                    | Salyut 6                                                | Salyut 6                                                | 3 iunie 1980 Soyuz 35                                   | Prelucrarea diverselor materiale, observații asupra Pământului și experimente biologice. Primul maghiar în spațiu (Farkas Bertalan). |
| Yuri V. Malyshev Vladimir Aksyonov                                   | 5 iunie 1980 Soyuz T-2                                  | Salyut 6                                                | Salyut 6                                                | 9 iunie 1980 Soyuz T-2                                  | Primul zbor cu echipaj uman al navei Soyuz T |
| Viktor V. Gorbatko Pham Tuân                                         | 23 iulie 1980 Soyuz 37                                  | Salyut 6                                                | Salyut 6                                                | 31 iulie 1980 Soyuz 36                                  | Diverse experimente științifice. Primul vietnamez și primul asiatic în spațiu (Tuan). |
| Yuri V. Romanenko Arnaldo Tamayo-Mendez                              | 18 septembrie 1980 Soyuz 38                             | Salyut 6                                                | Salyut 6                                                | 26 septembrie 1980 Soyuz 38                             | Primul cubanez și prima persoană neagră în spațiu (Tamayo-Mendez) |
| Leonid D. Kizim Oleg G. Makarov Gennadi M. Strekalov                 | 27 noiembrie 1980 Soyuz T-3                             | Salyut 6                                                | Salyut 6                                                | 10 decembrie 1980 Soyuz T-3                             | Revizie a stației Salyut 6. |
| Continuă cu Lista zborurilor spațiale cu echipaj uman 1981-1990      |                                                         |                                                         |                                                         |                                                         | |